# Веставія-Гіллс
Веставія-Гіллс (англ. Vestavia Hills) — місто (англ. city) в США, в округах Джефферсон і Шелбі штату Алабама. Населення — 39 102 особи (2020).

## Географія
Веставія-Гіллс розташована за координатами 33°27′45″ пн. ш. 86°44′22″ зх. д. / 33.46250° пн. ш. 86.73944° зх. д. (33.462496, -86.739508).  За даними Бюро перепису населення США в 2010 році місто мало площу 50,83 км², з яких 50,27 км² — суходіл та 0,56 км² — водойми.

## Демографія
Згідно з переписом 2010 року, у місті мешкали 34 033 особи в 13 987 домогосподарствах у складі 9268 родин. Густота населення становила 669 осіб/км².  Було 14952 помешкання (294/км²).
Расовий склад населення:
| - 90,4 % — білих - 3,8 % — чорних або афроамериканців - 3,8 % — азіатів - 0,2 % — корінних американців |

До двох чи більше рас належало 1,0 %. Частка іспаномовних становила 2,5 % від усіх жителів.
За віковим діапазоном населення розподілялося таким чином: 25,3 % — особи молодші 18 років, 59,4 % — особи у віці 18—64 років, 15,3 % — особи у віці 65 років та старші. Медіана віку мешканця становила 39,7 року. На 100 осіб жіночої статі у місті припадало 91,0 чоловіків;  на 100 жінок у віці від 18 років та старших — 86,0 чоловіків також старших 18 років.
Середній дохід на одне домашнє господарство  становив 128 598 доларів США (медіана — 84 854), а середній дохід на одну сім'ю — 162 204 долари (медіана — 117 225). Медіана доходів становила 78 534 долари для чоловіків та 50 507 доларів для жінок. За межею бідності перебувало 4,3 % осіб, у тому числі 4,3 % дітей у віці до 18 років та 2,8 % осіб у віці 65 років та старших.
Цивільне працевлаштоване населення становило 16 623 особи. Основні галузі зайнятості: освіта, охорона здоров'я та соціальна допомога — 29,2 %, фінанси, страхування та нерухомість — 14,2 %, науковці, спеціалісти, менеджери — 13,8 %.